# Уметнички атеље Тарски
Уметнички атеље Тарски је галерија и сликарски атеље уметника Милоја Веселиновића, познатог и као Мића Тарски, отворен 2003. године на Калуђерским Барама, на планини Тари.
Атеље се налази на старом путу који води од Калуђерских Бара према Пониквама, смештен је у приземној згради брвнари, где уметник ствара и излаже своје радове са мотивима пејзажа нетакнуте природе Таре.